# 芝心披薩
芝心比萨（英語：stuffed crust pizza），是在饼皮外圈边缘内加入芝士或者其他馅料的一种比萨饼。其由必胜客于1995年在美国推出。

## 概述
必胜客于1995年推出了芝心比萨。当时刚离婚的唐納·川普和伊凡娜·川普担任了芝心比萨宣传广告的主演，在广告片中唐納·川普先从饼边缘吃起，以突出奶酪馅的饼皮。芝心比萨在推出的首年即为必胜客增加了3亿美元的销售额。
布鲁克林当地人Anthony Mongiello对必胜客芝心比萨的首创性提出质疑，并引用其在1987年的专利US4661361A“比萨饼的制作方法”，对必胜客发起了10亿美元的起诉。1999年，法院判决Anthony Mongiello败诉。
2004年，中国大陆的必胜客开始推出芝心比萨。
2012年起，必胜客开始推出“热狗心比萨”，即在饼皮外边缘内加入熱狗，以取代芝士。
如今，各家披萨连锁店已经推出了添加各式馅料的芝心比萨。例如达美乐在中国大陆推出了双层芝心、芝香烤肠心、咸蛋黄风味流沙心、红薯薯泥流心等变种。必胜客在日本推出过以虾作为馅料的芝心比萨。达美乐在台湾推出过以花生酱加芝士为馅料的“花生滋心披薩”。